# Rosa kokijrimensis
Rosa kokijrimensis es una especie de planta del género Rosa, de la familia Rosaceae.

## Taxonomía
Rosa kokijrimensis fue descrita por Tkatsch. en 1982.

## Distribución
Se encuentra en el territorio de Kirguistán.